# Estación de La Granja (Metro de Madrid)
La Granja es una estación de la línea 10 del metro de Madrid situada en el municipio de Alcobendas en el polígono industrial Vereda del Pobre.

## Historia
La estación se abrió al público el 26 de abril de 2007 dentro del proyecto MetroNorte, ampliación de la línea 10 hacia el norte para dar servicio a Alcobendas y San Sebastián de los Reyes. En el proyecto se barajó el nombre de Alcobendas Industrial, pero al final se puso el nombre de una de las calles principales del polígono.

## Accesos
Vestíbulo La Granja
- La Granja C/ Sepúlveda, 3 (esquina C/ La Granja)
- Ascensor C/ Sepúlveda, 3 (esquina C/ La Granja)

## Líneas y conexiones

### Metro
| << cabecera            | < estación  | línea | estación >               | cabecera >>                                  |
| ---------------------- | ----------- | ----- | ------------------------ | -------------------------------------------- |
| Hospital Infanta Sofía | La Moraleja |       | Ronda de la Comunicación | Puerta del Sur Cambio de tren en Tres Olivos |

### Autobuses
| Diurnos |                                          |                                                      |          |
| Línea   | Destino                                  | Parada                                               | Operador |
| 6       | Estación FFCC Valdelasfuentes (Circular) | 16990 Granja-Est. La Granja (Calle de la Granja, 14) | Interbus |